# Новотошківське
Новото́шківське — селище в Україні, у Гірській міській громаді Сіверськодонецького району Луганської області. Засноване 1956 року як селище Доне́цьке-1. Населення станом на 2018 рік становило 2266 осіб.

## Географічне розташування
Біля села проходить автомобільна дорога Т 1303

## Історія
Село засноване 1956 року як селище Донецьке-1.

### Війна на сході України
Новотошківське з 2014 року потрапило у зону бойових дій Російсько-української війни.
7 жовтня 2014 року селище було виключено зі складу Кіровської міськради і приєднано до Попаснянського району Луганської області.
30 жовтня 2014 року проросійські бойовики вчинили масований артилерійський обстріл села з важкої артилерії та систем залпового вогню «Град». Серед мешканців були поранені, одна людина загинула, ряд будівель зруйновано. При цьому в Новотошківському немає й не було українських військовиків.
1 лютого 2015 року бойовики обстріляли селище з артилерії, важко поранивши трьох селян. 2 — 3 лютого внаслідок обстрілів загинули ще дві людини, одна зазнала поранень, у Новотошківському припинилось постачання електроенергії та води, більшість людей виїхала (залишилося близько 400 осіб). 11 лютого селище зазнало подальших руйнувань, було поранено одну людинуі ще один чоловік загинув, підірвавшись на протипіхотній міні. 27 березня 2015 року проросійськими бойовиками село вчергове було обстріляно з «Градів»: 40 снарядів було випущено по блокпосту української армії і 20 — по житловим кварталам.
25 квітня 2022 після нищівного авіанальоту селище було захоплене російською армією і зазнало тотальних руйнувань.

## Населення

### Мова
Розподіл населення за рідною мовою за даними перепису 2001 року:
| Мова            | Кількість | Відсоток |
| --------------- | --------- | -------- |
| російська       | 1714      | 62.97%   |
| українська      | 996       | 36.59%   |
| білоруська      | 4         | 0.15%    |
| польська        | 1         | 0.04%    |
| інші/не вказали | 7         | 0.25%    |
| Усього          | 2722      | 100%     |

## Відомі особистості
В поселенні народилась:
- Токар Олена Миколаївна (* 1987) — українська оперна співачка.

## Галерея

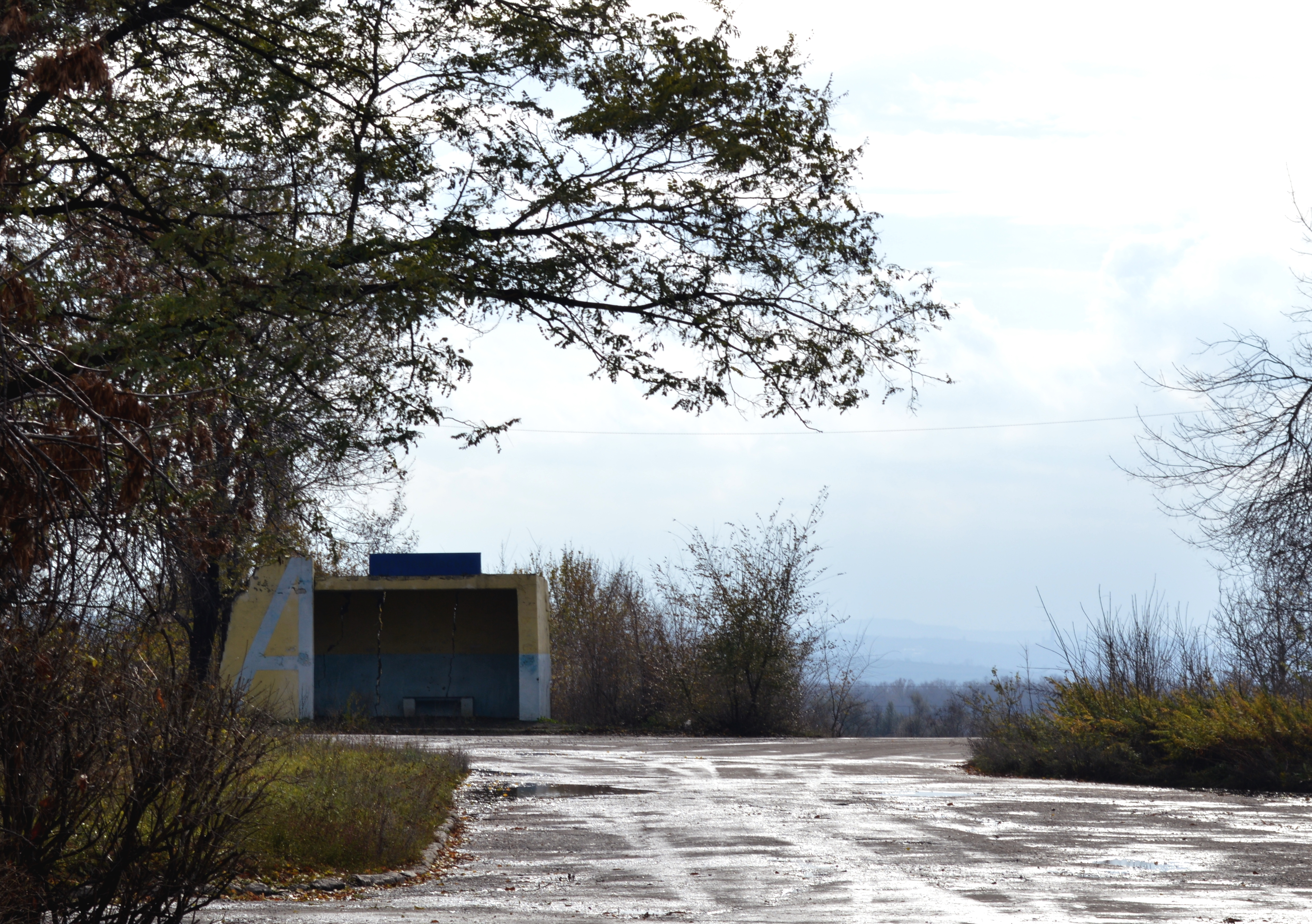
Зупинка на трасі Лисичанськ-Луганськ (на «Бахмутці»)
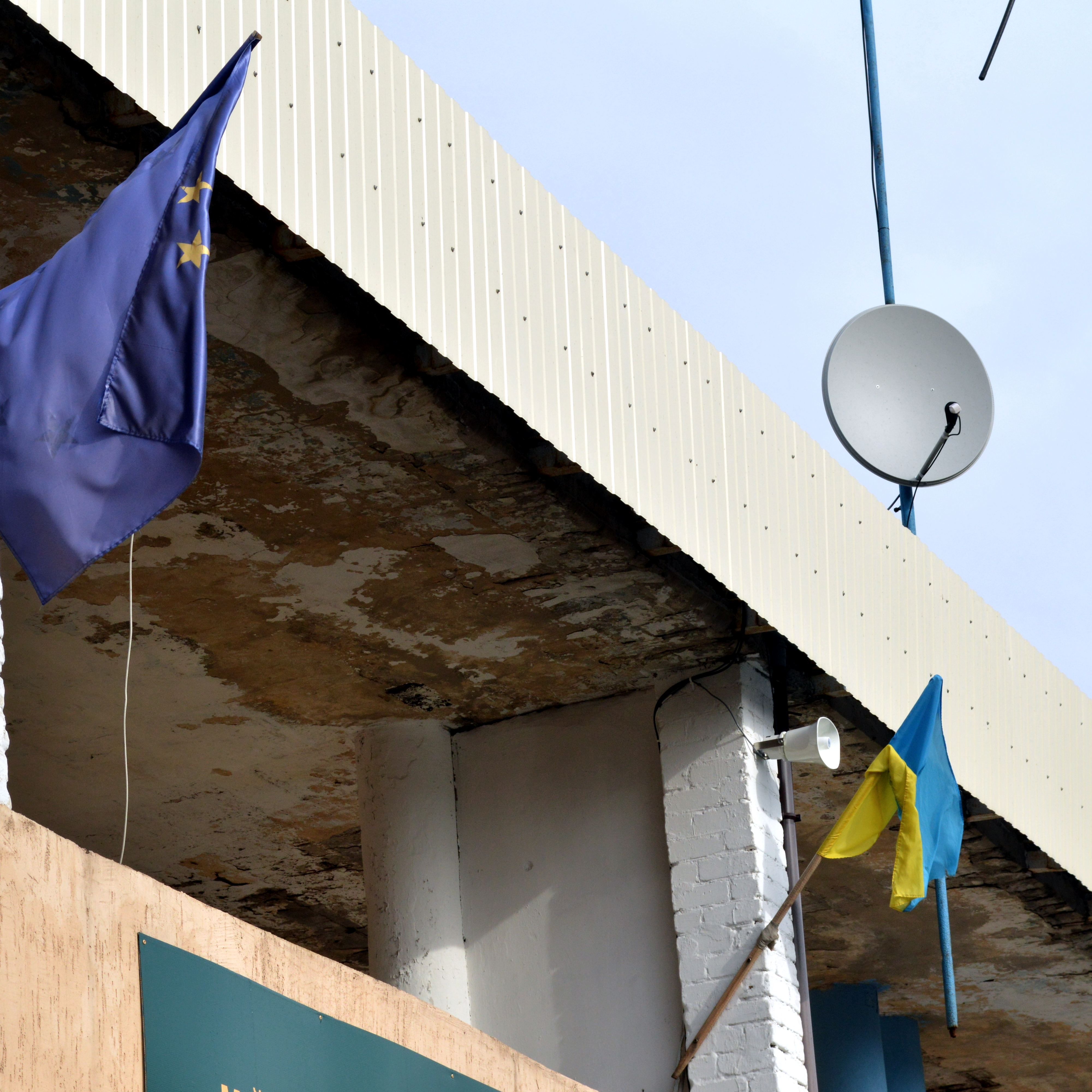
Прапори України та Євросоюзу над селищною радою селища Новотошківське
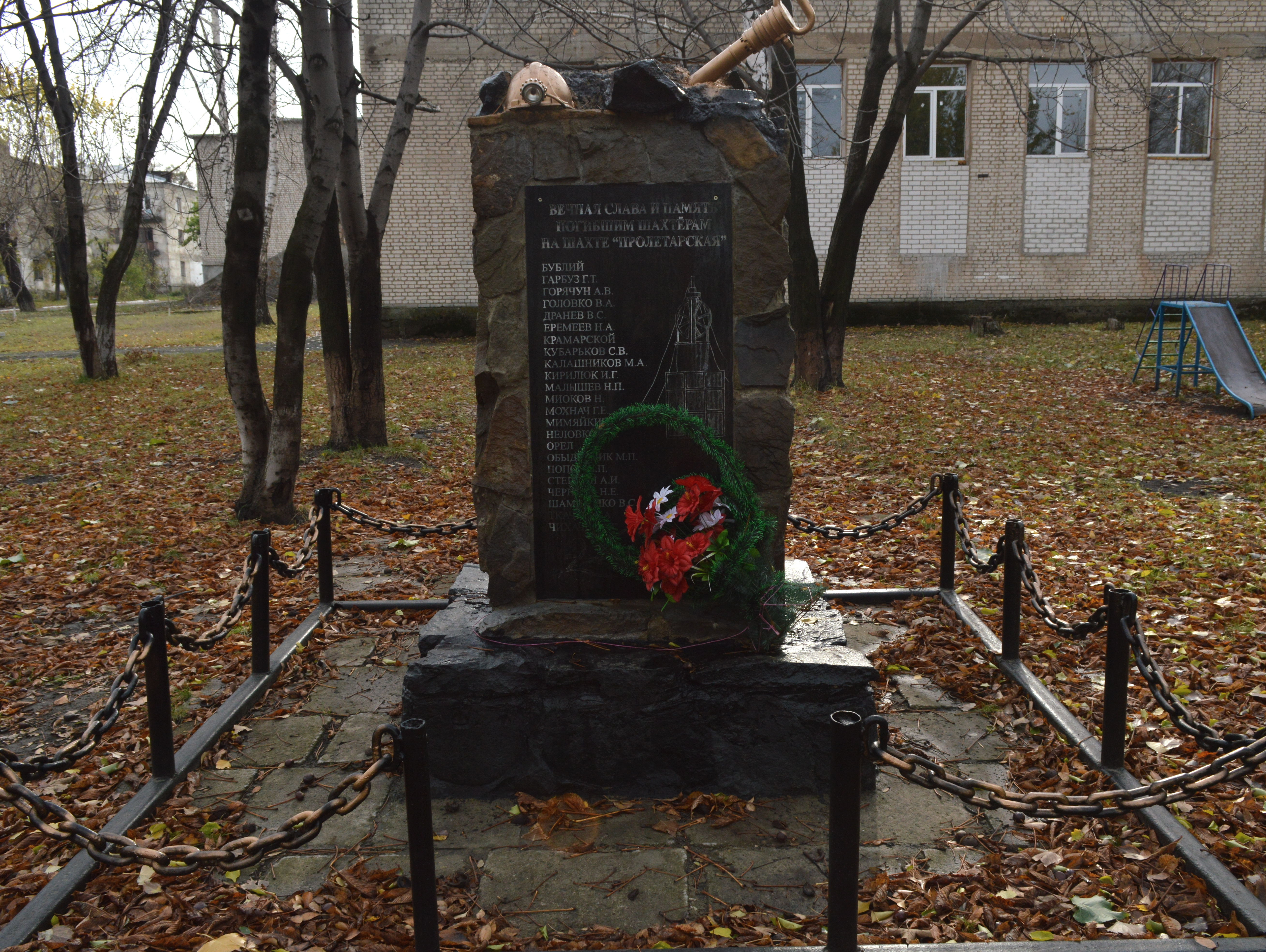
Монумент загиблим шахтарям у селищі Новотошківське, встановлений на місці демонтованого бюста Леніна
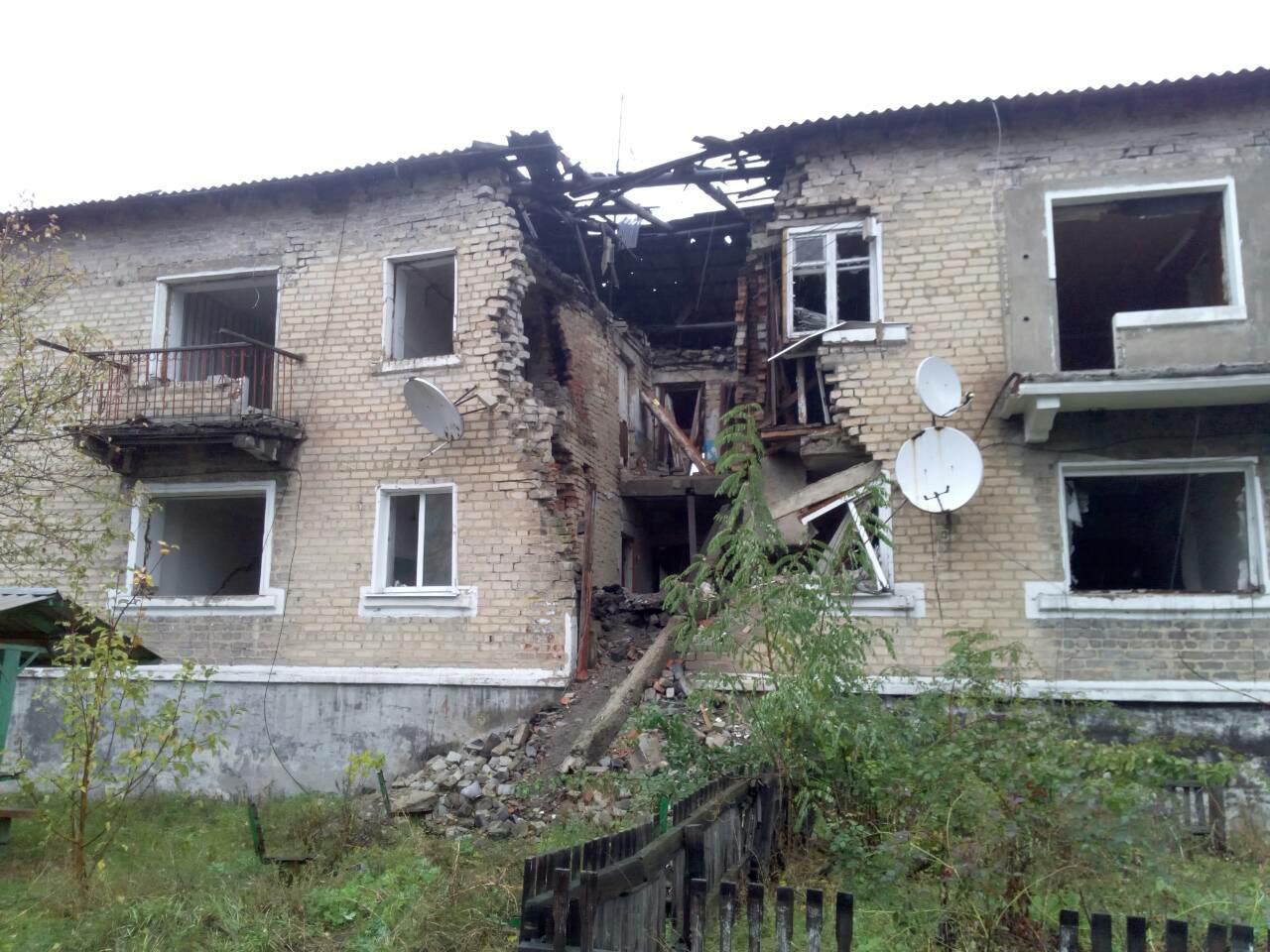
Руїни будинку, знищеного російсько-терористичними військами, що діють в ОРЛО